# Reprezentacja Angoli w koszykówce mężczyzn
Reprezentacja Angoli w koszykówce mężczyzn reprezentuje Angolę w rozgrywkach międzynarodowych. Drużynę kontroluje Angolski Związek Koszykówki. Od 1979 należy do FIBA.

## Sukcesy
Mistrzostwa Afryki
- 1989, 1992, 1993, 1995, 1999, 2001, 2003, 2005, 2007, 2009, 2013
- 1983, 1985, 2011, 2015
- 1987, 1997

## Udział w międzynarodowych turniejach
| Udział w Igrzyskach Olimpijskich | Udział w Igrzyskach Olimpijskich | Udział w Igrzyskach Olimpijskich | Udział w Igrzyskach Olimpijskich | Udział w Igrzyskach Olimpijskich | Udział w Igrzyskach Olimpijskich | Udział w Igrzyskach Olimpijskich |
| Rok                              | Runda                            | Miejsce                          | M                                | W                                | P                                | Źródło                           |
| -------------------------------- | -------------------------------- | -------------------------------- | -------------------------------- | -------------------------------- | -------------------------------- | -------------------------------- |
| 1980                             | Nie zakwalifikowała się          | Nie zakwalifikowała się          | Nie zakwalifikowała się          | Nie zakwalifikowała się          | Nie zakwalifikowała się          | Nie zakwalifikowała się          |
| 1984                             | Nie zakwalifikowała się          | Nie zakwalifikowała się          | Nie zakwalifikowała się          | Nie zakwalifikowała się          | Nie zakwalifikowała się          | Nie zakwalifikowała się          |
| 1988                             | Nie zakwalifikowała się          | Nie zakwalifikowała się          | Nie zakwalifikowała się          | Nie zakwalifikowała się          | Nie zakwalifikowała się          | Nie zakwalifikowała się          |
| 1992                             | Faza grupowa                     | 10/12                            | 7                                | 2                                | 5                                | [ 1 ]                            |
| 1996                             | Faza grupowa                     | 11/12                            | 7                                | 1                                | 6                                | [ 2 ]                            |
| 2000                             | Faza grupowa                     | 12/12                            | 6                                | 0                                | 6                                | [ 3 ]                            |
| 2004                             | Faza grupowa                     | 12/12                            | 6                                | 0                                | 6                                | [ 4 ]                            |
| 2008                             | Faza grupowa                     | 12/12                            | 5                                | 0                                | 5                                | [ 5 ]                            |
| 2012                             | Nie zakwalifikowała się          | Nie zakwalifikowała się          | Nie zakwalifikowała się          | Nie zakwalifikowała się          | Nie zakwalifikowała się          | Nie zakwalifikowała się          |
| 2016                             | Nie zakwalifikowała się          | Nie zakwalifikowała się          | Nie zakwalifikowała się          | Nie zakwalifikowała się          | Nie zakwalifikowała się          | Nie zakwalifikowała się          |
| 2020                             | Nie zakwalifikowała się          | Nie zakwalifikowała się          | Nie zakwalifikowała się          | Nie zakwalifikowała się          | Nie zakwalifikowała się          | Nie zakwalifikowała się          |
| 2024                             | Nie zakwalifikowała się          | Nie zakwalifikowała się          | Nie zakwalifikowała się          | Nie zakwalifikowała się          | Nie zakwalifikowała się          | Nie zakwalifikowała się          |
| Razem                            | Razem                            | Razem                            | 31                               | 3                                | 28                               |                                  |

| Udział w Mistrzostwach Świata | Udział w Mistrzostwach Świata | Udział w Mistrzostwach Świata | Udział w Mistrzostwach Świata | Udział w Mistrzostwach Świata | Udział w Mistrzostwach Świata | Udział w Mistrzostwach Świata |
| Rok                           | Runda                         | Miejsce                       | M                             | W                             | P                             | Źródło                        |
| ----------------------------- | ----------------------------- | ----------------------------- | ----------------------------- | ----------------------------- | ----------------------------- | ----------------------------- |
| 1982                          | Nie zakwalifikowała się       | Nie zakwalifikowała się       | Nie zakwalifikowała się       | Nie zakwalifikowała się       | Nie zakwalifikowała się       | Nie zakwalifikowała się       |
| 1986                          | Faza grupowa                  | 20/24                         | 5                             | 1                             | 4                             | [ 6 ]                         |
| 1990                          | Faza grupowa                  | 13/16                         | 8                             | 3                             | 5                             | [ 7 ]                         |
| 1994                          | Faza grupowa                  | 16/16                         | 8                             | 1                             | 7                             | [ 8 ]                         |
| 1998                          | Nie zakwalifikowała się       | Nie zakwalifikowała się       | Nie zakwalifikowała się       | Nie zakwalifikowała się       | Nie zakwalifikowała się       | Nie zakwalifikowała się       |
| 2002                          | Faza grupowa                  | 11/16                         | 8                             | 2                             | 6                             | [ 9 ]                         |
| 2006                          | 1/8 finału                    | 9/24                          | 6                             | 3                             | 3                             | [ 10 ]                        |
| 2010                          | 1/8 finału                    | 15/24                         | 6                             | 2                             | 4                             | [ 11 ]                        |
| 2014                          | Faza grupowa                  | 17/24                         | 5                             | 2                             | 3                             | [ 12 ]                        |
| 2019                          | Faza grupowa                  | 27/32                         | 5                             | 1                             | 4                             | [ 13 ]                        |
| 2023                          | Faza grupowa                  | 26/32                         | 5                             | 1                             | 4                             | [ 14 ]                        |
| Razem                         | Razem                         | Razem                         | 56                            | 16                            | 40                            |                               |

| Udział w Mistrzostwach Afryki | Udział w Mistrzostwach Afryki | Udział w Mistrzostwach Afryki | Udział w Mistrzostwach Afryki | Udział w Mistrzostwach Afryki | Udział w Mistrzostwach Afryki | Udział w Mistrzostwach Afryki |
| Rok                           | Runda                         | Miejsce                       | M                             | W                             | P                             | Źródło                        |
| ----------------------------- | ----------------------------- | ----------------------------- | ----------------------------- | ----------------------------- | ----------------------------- | ----------------------------- |
| 1980                          | Faza grupowa                  | 7/11                          | 5                             | 2                             | 3                             | [ 15 ]                        |
| 1981                          | Faza grupowa                  | 8/11                          | 5                             | 1                             | 4                             | [ 16 ]                        |
| 1983                          | Finał                         | 2/10                          | 6                             | 3                             | 3                             | [ 17 ]                        |
| 1985                          | Finał                         | 2/10                          | 7                             | 5                             | 2                             | [ 18 ]                        |
| 1987                          | Półfinał                      | 3/9                           | 5                             | 4                             | 1                             | [ 19 ]                        |
| 1989                          | Finał                         | 1/11                          | 7                             | 7                             | 0                             | [ 20 ]                        |
| 1992                          | Finał                         | 1/11                          | 6                             | 6                             | 0                             | [ 21 ]                        |
| 1993                          | Finał                         | 1/9                           | 6                             | 5                             | 1                             | [ 22 ]                        |
| 1995                          | Finał                         | 1/9                           | 5                             | 5                             | 0                             | [ 23 ]                        |
| 1997                          | Półfinał                      | 3/9                           | 5                             | 4                             | 1                             | [ 24 ]                        |
| 1999                          | Finał                         | 1/12                          | 7                             | 7                             | 0                             | [ 25 ]                        |
| 2001                          | Finał                         | 1/12                          | 7                             | 6                             | 1                             | [ 26 ]                        |
| 2003                          | Finał                         | 1/12                          | 7                             | 7                             | 0                             | [ 27 ]                        |
| 2005                          | Finał                         | 1/12                          | 8                             | 8                             | 0                             | [ 28 ]                        |
| 2007                          | Finał                         | 1/16                          | 6                             | 6                             | 0                             | [ 29 ]                        |
| 2009                          | Finał                         | 1/16                          | 9                             | 9                             | 0                             | [ 30 ]                        |
| 2011                          | Finał                         | 2/16                          | 7                             | 5                             | 2                             | [ 31 ]                        |
| 2013                          | Finał                         | 1/16                          | 7                             | 7                             | 0                             | [ 32 ]                        |
| 2015                          | Finał                         | 2/16                          | 7                             | 5                             | 2                             | [ 33 ]                        |
| 2017                          | Ćwierćfinał                   | 7/16                          | 4                             | 2                             | 2                             | [ 34 ]                        |
| 2021                          | Ćwierćfinał                   | 5/16                          | 5                             | 2                             | 3                             | [ 35 ]                        |
| 2025                          | Gospodarz                     | Gospodarz                     | Gospodarz                     | Gospodarz                     | Gospodarz                     |                               |
| Razem                         | Razem                         | Razem                         | 131                           | 106                           | 25                            |                               |

## Zawodnicy

### Obecny skład
Następujący koszykarze zostali powołani przez selekcjonera Josepa Clarósa na turniej kwalifikacyjny do igrzysk olimpijskich (lipiec 2024):
Angola
| Nr | Poz. | Nazwisko i imię    | Data urodzenia | Klub                | Wzrost | Masa ciała |
| -- | ---- | ------------------ | -------------- | ------------------- | ------ | ---------- |
| 8  | C    | Bango, Jilson      | 1999–01–06     | Zaragoza            | 208 cm |            |
| 22 | PF   | De Sousa, Silvio   | 1998–10–07     | Aris Saloniki       | 206 cm |            |
| 5  | PG   | Dundão, Childe     | 1998–05–17     | Petro Atlético      | 169 cm |            |
| 13 | C    | Fernandes, João    | 1992–12–01     | Sporting CP         | 200 cm |            |
| 20 | PF   | Fernando, Bruno    | 1998–08–15     | Atlanta Hawks       | 208 cm |            |
| 0  | PF   | Francisco, Eduardo | 2003–11–05     | SL Benfica          | 200 cm |            |
| 15 | PF   | Gakou, Aboubakar   | 1997–05–27     | Petro Atlético      | 201 cm |            |
| 3  | SG   | Gonçalves, Gerson  | 1996–03–29     | Petro Atlético      | 193 cm |            |
| 66 | C    | Macachi, Braz      | 2001–09–05     | Primeiro de Agosto  | 202 cm |            |
| 9  | SG   | Miguel, Selton     | 2000–10–24     | South Florida Bulls | 193 cm |            |
| 1  | PG   | Neto, Aginaldo     | 2006–04–29     | Petro Atlético      | 185 cm |            |
| 88 | PG   | Pereira, Luis      | 2000–09–08     | Vitória SC          | 187 cm |            |

Selekcjoner:  Josep Clarós
 Asystenci: Anibal Moreira • Miguel Lutonda